# Luciano Nanni
Luciano Nanni (Monzuno, 21 aprile 1939) è un filosofo e semiologo italiano.

## Biografia
Ha insegnato estetica all'Università di Bologna . Si occupa di epistemologia, semiotica ed estetica con libri e saggi, che negli anni ottanta avanzano nuove originali concezioni estetiche.
La concezione dell'arte di Nanni si pone in netto contrasto con le precedenti teorie che indicano nella struttura dell'opera lo specifico artistico ed in modo particolare contro quella dell'idioletto estetico di Umberto Eco.
Nanni elabora una teoria dell'arte per la quale lo specifico artistico non è nell'opera, nella sua struttura, ma nella pratica, nell'uso operato dalla società che interpreta l'opera stessa. Alla domanda "che cos'è un'opera d'arte?", alla quale gli ortodossi avevano risposto cercando l'artisticità nella descrizione dell'oggetto artistico, Nanni risponde spiegandone il funzionamento in rapporto al fruitore: funzione contro struttura. Nanni giunge ad affermare che ogni opera è d’arte nel momento che l’autore la indica come tale (il contrassegno fondamentale è la forma). Questo “indicare” fa di ogni opera un “ready made” di duchampiana memoria. È il passo decisivo per togliere l’artisticità all’oggetto materiale ed inserire l’opera nelle varie pratiche che gli stati storici cui appartiene e apparterrà faranno di lei. In questo contesto il pensiero di Luciano Nanni trova affinità con le idee di Michel Foucault, soprattutto negli studi sui limiti dei saperi storici in cui le stesse cose cambiano nomi, esistono e smettono di esistere. 
Nel 1965 ha fondato a Bologna la rivista di letteratura e arte "Il Tarocco", della quale sono usciti 8 numeri fino al 1968. Ha inoltre scritto per riviste quali "Alfabeta"; "il Mulino"; "Il Verri"; "Rivista di Estetica"; "Lingua e stile"; "Rivista di studi italiani " e "Studi di estetica". Nel 1985 ha fondato la rivista Parɔl - Quaderni d'Arte e di Epistemologia.
Con lo pseudonimo di Nanni Menetti è attivo dal 1982 in campo artistico visivo. Ha scritto anche per il teatro di Arnaldo Picchi e ha pubblicato in rivista diverse poesie. Nelle sue “crio-grafie” (scritture con il gelo) è la natura a realizzare le opere, in particolari contesti climatici. Nanni Menetti crea le condizioni affinché la natura lavori per lui e poi indica l’oggetto materiale come opera. Da quel momento è un’opera di Nanni Menetti. In questa esperienza estetica, l’artista e l’estetologo (soggetti funzionali) paiono coincidere nell’uomo (soggetto empirico). Luciano Nanni e Nanni Menetti si guardano nello specchio. 

## Opere
- Canzone a quadro: antistrofe epica, 1965, Bologna, Artestampe, 1972;
- L'idea di oggettivazione artistica di Camillo Sbarbaro, Napoli, Guida, 1973;
- Leggere Svevo. Antologia della critica sveviana, Bologna, Zanichelli, 1974;
- Per una nuova semiologia dell'arte, Milano, Garzanti, 1980;
- Roland Barthes. Letterarietà come scrittura: un mito, Bologna, “Studi di Estetica” n. 6, 1981;
- Contra dogmaticos. Saggi di estetica, Bologna, Cappelli, 1987;
- Tesi di estetica (a Umberto Eco in forma di risposta), Bologna, Book Editore, 1991;
- I cosmi, il metodo. Diario d'arte e di epistemologia 1979-89, Bologna, Book Editore, 1994;
- Shakespeariana: trentaquattro poesie estreme (come Nanni Menetti); nota critica di Giuliano Gramigna, Verona, Anterem, 1995
- Della poetica. Come nasce e vive un'opera d'arte, Bologna, Book Editore, 1999;
- Communication: the Power of Location. Essays on Despotic Aesthetics, New York, Peter Lang Publishing, 2000;
- Il silenzio di Ermes. Della scienza e dell'arte: contro la teoria standard della comunicazione, Roma, Meltemi, 2002;
- Parénklisis (come Nanni Menetti)Bologna, Alma Entertainment, 2004;
- Geloni: progetti frustrati d'eternita (come Nanni Menetti); presentazione di Renato Barilli, Bologna, Compositori, 2006;
- L'artista non ha mai avuto mani, Pasian di Prato, Campanotto, 2012;
- Natura: la carne del segno (come Nanni Menetti, con Rosetta Berardi), presentazione di Renato Barilli, Ravenna, Edizioni del girasole, 2017
- Arte. La mente la vede, l'occhio la pensa: in dialogo con Douglas R. Hofstadter e alcuni followers, Milano, Logo Fausto Lupetti Editore, 2017;
- Come e perché consigliai a Eco e sodali di lavare i piatti, Bologna, Modo Infoshop, 2021.

## Traduzioni e curatele
- Vittorio Reta, Visas, Feltrinelli, 1976.
- Robert Escarpit, Scrittura e comunicazione, Milano, Garzanti, 1976
- Thomas Narcejac, Il romanzo poliziesco, Milano, Garzanti, 1976
- Come conosciamo oggi l'opera d'arte?, Bologna, Studi di estetica n. 7, 1985
- Identità della critica, Nuova Alfa, Bologna 1991 (con contributi anche di Jean-Jacques Nattiez, Franco Brioschi, Franco Ruffini, Omar Calabrese e Gianfranco Bettetini)